# Белялов, Мустафа Османович
Мустафа Османович Белялов (узб. Mustafo Osmanovich Bilolov; 4 июня 1957) — советский и узбекистанский футболист.

## Биография
Играть в футбол начал в Таджикистане, в небольшом городке Чкаловск. Воспитанник ДЮСШ. Первый тренер — Владимир Гаврилович Бурдин.
С 1977 года играл в первой лиге за «Памир», в 1980 году был на армейской службе во Львове в команде СКА.
В сезоне 1981 года тренер «Пахтакора» Иштван Секеч пригласил Белялова в команду.
Сам тренер «Пахтакора» Иштван Секеч в одном из своих интервью говорил следующее о защитнике: 

Как-то в одной из игр тогда ещё молодой Белялов потерял в центре поля мяч, соперник подхватил его и помчался к нашим воротам. Белялов — за ним, а догнать не может, бежит и от обиды слёзы на глазах. Хорошо вратарь выручил, а Белялов от полноты чувств обнял его и расцеловал. Человек он беззаветно любящий футбол, играет и тренируется самозабвенно. Скорости ему несколько не хватает, но правильный выбор позиции позволяет компенсировать этот недостаток. Белялов отлично играет головой, и при розыгрыше стандартных положений у чужих ворот мало можно назвать игроков  в стране, которые действовали бы так умело, как он.— .
Затем играл в «Нурафшоне», украинском  «Приборист» из Мукачево и малайзийском «Перак», в котором завершил игровую карьеру.
За олимпийскую сборную СССР провёл 2 официальных матча в отборочном турнире на Олимпиаду 1984 года, став в её составе победителем первой европейской зоны.
За сборную Узбекистана сыграл 7 игр.

## Достижения
- Обладатель Кубка Первой лиги СССР (2): 1988, 1989[6].
- Серебряный призёр Первой лиги СССР 1990
- Футболист года в Узбекистане (№ 3): 1992